# Chalkostibit
Chalkostibit, veraltet auch als Kupferantimonglanz, Wolfsbergit oder Rosit bekannt, ist ein eher selten vorkommendes Mineral aus der Mineralklasse der „Sulfide und Sulfosalze“. Es kristallisiert im orthorhombischen Kristallsystem mit der chemischen Zusammensetzung CuSbS2, ist also chemisch gesehen ein Kupfer-Antimon-Sulfid.
Chalkostibit ist in jeder Form undurchsichtig und entwickelt meist prismatische, parallel zu den Flächen der b-Achse abgeflachte und gestreifte Kristalle bis etwa 16 Zentimetern Länge, aber auch körnige oder massige Mineral-Aggregate von bleigrauer bis eisenschwarzer Farbe bei bleigrauer Strichfarbe. Frische Proben weisen einen starken Metallglanz auf. Allerdings läuft das Mineral gelegentlich blau, grün oder auch buntfarbig an.
Mit einer Mohshärte von 3 bis 4 liegt Chalkostibit zwischen den Referenzmineralen Calcit (3) und Fluorit (4), lässt sich also mit einer Kupfermünze gerade noch, mit einem Taschenmesser dagegen leicht ritzen.

## Etymologie und Geschichte
Erstmals entdeckt wurde Chalkostibit in der Graf Jost-Christian-Zeche bei Wolfsberg in Sachsen-Anhalt. Nach diesem Fundort erhielt das Mineral 1849 durch James Nicol auch seinen Beinamen Wolfsbergit.
Wissenschaftlich beschrieben wurde das Mineral erstmals 1835 durch Johann Ludwig Carl Zincken sowie Heinrich Rose, der die Analyse des Materials durchführte. Diese bezeichneten das neue Mineral aufgrund seines hohen Kupfer- und Antimongehaltes zunächst als Kupferantimonglanz. Roses Bruder Gustav ergänzte zusätzlich eine kurze Beschreibung der Kristallmorphologie, nachdem es ihm gelungen war, auch einige messbare Kristalle in den Proben zu finden. Demnach hatten diese die Form von „geschobenen, vierseitigen Prismen, die an den scharfen Seitenkanten sehr stark abgestumpft erscheinen.“
1841 wählte Jean Jacques Nicolas Huot in seinem „Manuel de Minéralogie“ zu Ehren der Brüder Gustav und Heinrich Rose den Namen Rosit. Sechs Jahre später übernahm Ernst Friedrich Glocker in seinem Werk „Generum et Specierum Mineralium Secundum Ordines Naturales digestorum Synopsis“ die Bezeichnung von Zincken, wandelte sie allerdings in seine bis heute gültige, griechisch-lateinische Form Chalkostibit (auch Chalcostibites) nach dem griechischen Wort Χαλκός für Kupfer und dem lateinischen Wort stibium für „(Grau-)Spießglanz“ bzw. Antimon ab.

## Klassifikation
In der veralteten, aber teilweise noch gebräuchlichen 8. Auflage der Mineralsystematik nach Strunz gehörte der Chalkostibit zur Mineralklasse der „Sulfide und Sulfosalze“ und dort zur Abteilung der „Sulfosalze“, wo er zusammen mit Cuprobismutit, Eichbergit, Emplektit, Hodrušit, Kupčíkit und Pizgrischit die unbenannte Gruppe II/E.04 bildete.
Die seit 2001 gültige und von der International Mineralogical Association (IMA) verwendete 9. Auflage der Strunz'schen Mineralsystematik ordnet den Chalkostibit zwar ebenfalls in die Klasse der „Sulfide und Sulfosalze“, dort allerdings in die neu definierte Abteilung der „Sulfosalze mit SnS als Vorbild“ ein. Diese ist zudem weiter unterteilt nach den in der Verbindung vorherrschenden Metallen, so dass das Mineral entsprechend seiner Zusammensetzung in der Unterabteilung „Mit Cu, Ag, Fe (ohne Pb)“ zu finden ist, wo es nur noch zusammen mit Emplektit die nach ihm benannte „Chalkostibitgruppe“ mit der System-Nr. 2.HA.05 bildet.
Auch die vorwiegend im englischen Sprachraum gebräuchliche Systematik der Minerale nach Dana ordnet den Chalkostibit in die Klasse der „Sulfide und Sulfosalze“ und dort in die Abteilung der „Sulfosalze“ ein. Hier ist er ebenfalls zusammen mit Emplektit in der unbenannten Gruppe 03.07.05 innerhalb der Unterabteilung „Sulfosalze mit dem Verhältnis z/y = 2 und der Zusammensetzung (A+)i(A2+)j[ByCz], A = Metalle, B = Halbmetalle, C = Nichtmetalle“ zu finden.

## Kristallstruktur
Chalkostibit kristallisiert isotyp mit Emplektit im orthorhombischen Kristallsystem in der Raumgruppe Pnma (Raumgruppen-Nr. 62) mit den Gitterparametern a = 6,03 Å; b = 3,80 Å und c = 14,51 Å sowie 4 Formeleinheiten pro Elementarzelle.

## Eigenschaften
Vor dem Lötrohr schmilzt Chalkostibit sehr leicht, wobei die Kristalle knisternd in kleine Blättchen zerspringen (decrepitieren).
Chalkostibit ist spröde und weist aufgrund seines schichtartigen Aufbaus eine vollkommene Spaltbarkeit rechtwinklig zur b-Achse auf. Nach allen anderen Richtungen spaltet er weniger gut und bricht uneben bis schwach muschelig.

## Bildung und Fundorte

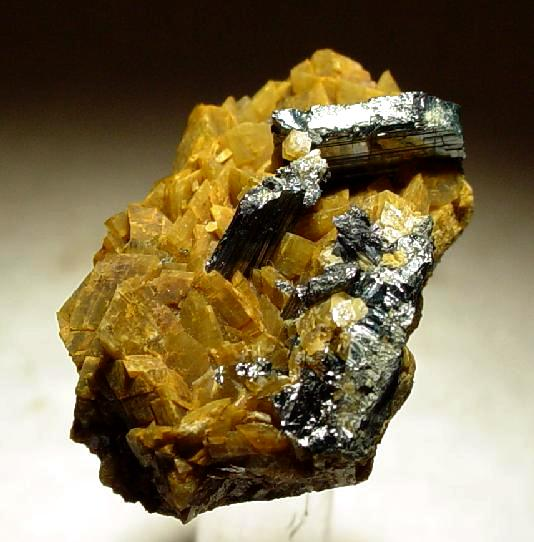
Chalkostibit auf Siderit aus Saint-Pons, Alpes-de-Haute-Provence, Frankreich (Größe: 2,6 cm × 1,7 cm × 1 cm)

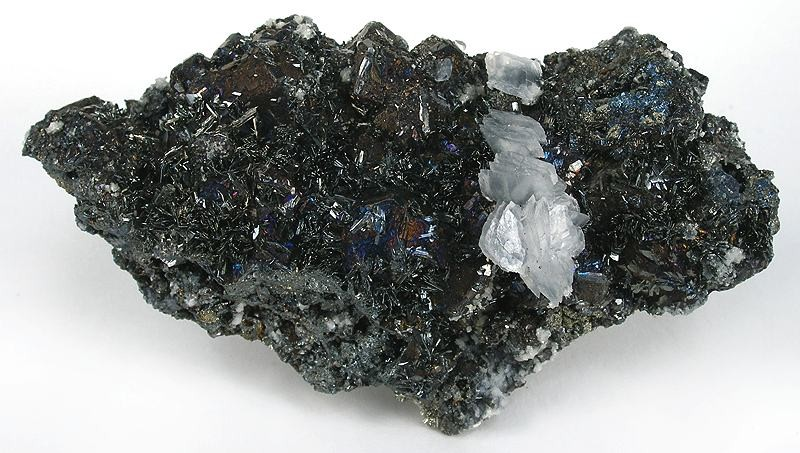
Buntfarbig angelaufener Chalkostibit zusammen mit Tetraedrit und Calcit aus der Boldut Mine bei Cavnic in Rumänien
(Größe: 9,9 cm × 5,2 cm × 3,1 cm)

Chalkostibit bildet sich in hydrothermal-Adern auf Erz-Gängen. Begleitminerale sind unter anderem Andorit, Baryt, Chalkopyrit, Dadsonit, Jamesonit, Pyrit, Quarz, Siderit, Stannit, Stibnit und Tetraedrit.
Als eher seltene Mineralbildung kann Chalkostibit an verschiedenen Fundorten zum Teil zwar reichlich vorhanden sein, insgesamt ist er aber wenig verbreitet. Bisher (Stand: 2013) gelten rund 150 Fundorte als bekannt. Neben seiner Typlokalität „Graf Jost-Christian-Zeche“ bei Wolfsberg in Sachsen-Anhalt trat das Mineral in Deutschland noch in der Grube „Segen Gottes“ bei Haslach im Kinzigtal-Schnellingen in Baden-Württemberg (der Fundort Sulzburg ist fraglich), bei Brandholz-Goldkronach und in der Grube „Bayerland“ bei Pfaffenreuth (Leonberg (Oberpfalz)) in Bayern, in der Grube „Bergmannstrost“ bei Sankt Andreasberg in Niedersachsen, in der Caspari-Zeche und bei Ramsbeck in Nordrhein-Westfalen sowie am Moschellandsberg bei Obermoschel in Rheinland-Pfalz auf.
In Österreich fand sich Chalkostibit bisher am Mischlinggraben bei Kliening in der Kärntner Gemeinde Bad St. Leonhard im Lavanttal, im Silberbergwerk „Knappenstube“ am Hochtor in Salzburg, bei Oberzeiring in der Steiermark sowie an mehreren Orten des östlichen und nördlichen Tirol (Inntal, Pustertal).
Erwähnenswert aufgrund außergewöhnlicher Chalkostibitfunde ist unter anderem Rar-el-Anz im Wadi Cherrat in der marokkanischen Präfektur Casablanca, wo mit Azurit und Malachit vergesellschaftete Chalkostibitkristalle von bis zu 10 cm Größe gefunden wurden. Schön entwickelte Kristalle von bis zu 1,5 cm Größe und meist auf Siderit aufgewachsen fanden sich auch bei Saint-Pons im französischen Département Alpes-de-Haute-Provence. In der „Boldut Mine“ bei Cavnic in Rumänien traten vor allem blättrige und rosettenförmige Aggregate auf Quarz oder Dolomit aufgewachsen zutage.
Weitere Fundorte liegen unter anderem in Argentinien, Aserbaidschan, Australien, Bolivien, China, Kanada, Griechenland, Grönland, Italien, Japan, Kasachstan, Kirgisistan, Luxemburg, Mexiko, der Mongolei, Neuseeland, Peru, Russland, der Slowakei, Spanien, Südafrika, Tadschikistan, Tschechien, Tunesien, Ukraine, Ungarn, Usbekistan und den Vereinigten Staaten von Amerika (USA).
Die bisher bekannten norwegischen Fundorte Bjøllåga in Rana und „Jakobsbakken Mine“ bei Sulitjelma (Fauske) sind entweder fraglich oder konnten nicht bestätigt werden.